# Universidad Estatal Técnica de los Urales
La Universidad Técnica Estatal de los Urales (en ruso: Уральский государственный технический университет; USTU) es una institución de enseñanza superior situada en Ekaterimburgo, Rusia. Es una de las instituciones técnicas de enseñanza superior más importantes de Rusia y fue fundada en 1920 como Instituto Politécnico de los Urales. El 23 de abril de 2008 se le añadió el nombre de Boris Yeltsin a su denominación oficial. En 2011 la Universidad fue fusionada con la Universidad Estatal de los Urales para formar la Universidad Federal de los Urales.

## Historia
La Universidad se estableció de conformidad con el decreto del Consejo de Comisarios del Pueblo con "la creación de la Universidad Estatal de los Urales", fechada el 19 de octubre de 1920. De hecho, se convirtió en el sucesor Instituto de Minería de los Urales del emperador Nicolás II, que fue creado en 1914, donde la mayoría de los estudiantes y profesores fueron evacuados en julio de 1919 a Pekín junto con las tropas de Aleksandr Kolchak debido a la Guerra Civil Rusa. La inauguración oficial de la universidad se celebró el 8 de enero de 1921.
Las primeras facultades o institutos de la Universidad Estatal de los Urales junto al Instituto Politécnico de los Urales fueron el Instituto Geológico y Metalúrgico, el Instituto de Medicina, el Instituto de Investigaciones Agropecuarias, el Instituto de Ciencias Sociales y el Departamento de Trabajo. Desde 1925 a 1930 pasó a llamarse Instituto Politécnico de los Urales.
En 1930 la reforma de la educación superior (Decreto del Comité Central y la Unión Soviética SNK, de 23 de julio de 1930 "sobre la reorganización de las universidades, los colegios y las facultades de los trabajadores") dividió la universidad en diez instituciones o universidades técnicas, pero en 1934 se renombra Instituto Industrial de los Urales y se reduce a siete institutos: de los metales ferrosos, metales no ferrosos, productos químicos-tecnológicos de energía, construcción, ingeniería, física y mecánica. En diciembre de ese mismo año se añade al nombre oficial el de SM Kírov.
El 23 de abril de 2008 se le añadió el nombre de Boris Yeltsin a su denominación oficial, por lo cual el nombre oficial y completo pasó a ser Universidad Técnica Estatal de los Urales — UPI en honor al primer presidente de Rusia B.N. Yeltsin.
La Universidad acoge la Fundación Dyatlov, un grupo de familiares que quiere que Rusia reabra la investigación sobre el caso del Accidente del paso diatlov, donde murieron nueve jóvenes de la universidad por causas extrañas todavía no reveladas.

## Facultades

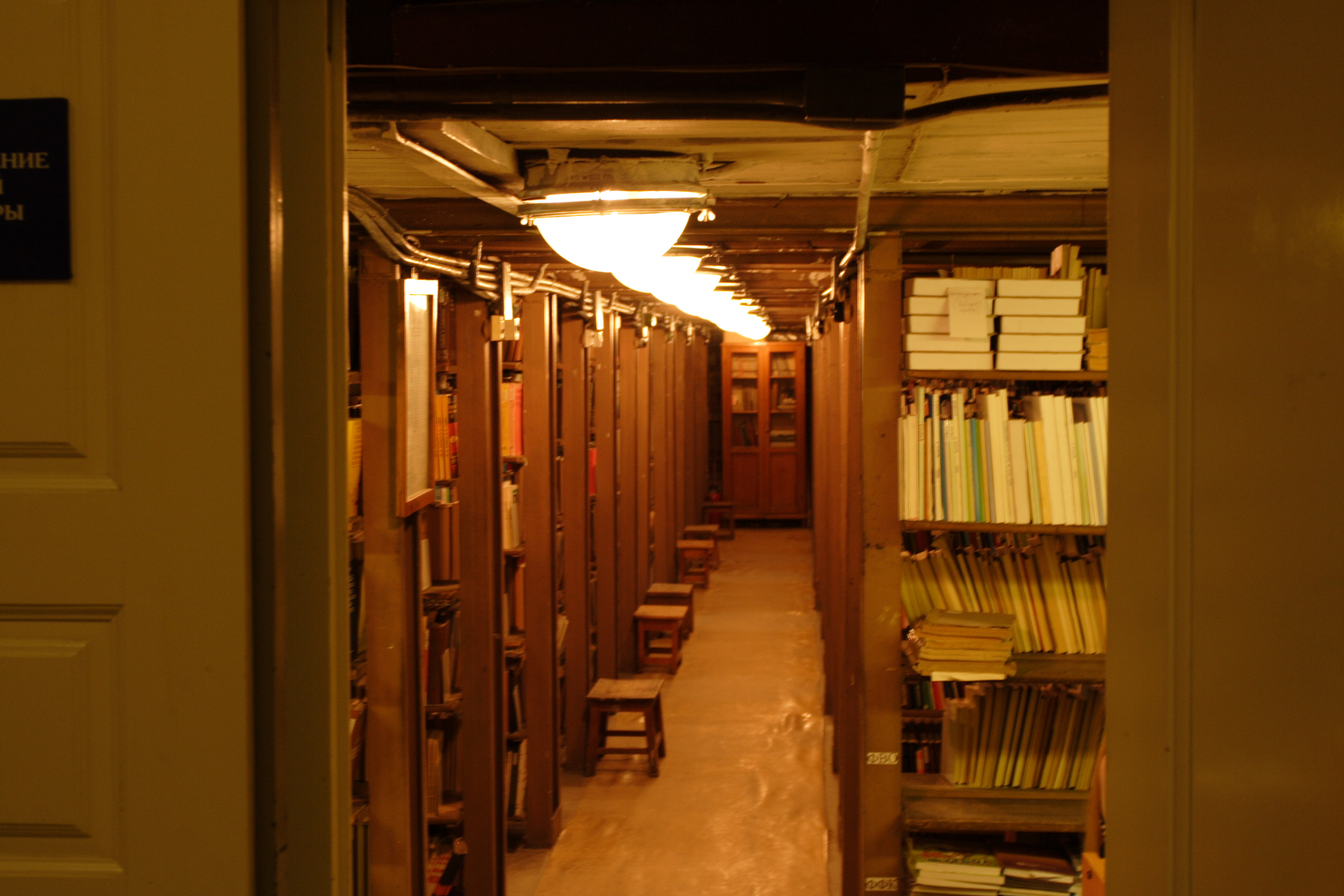
Los archivos de la USTU.

- Instituto de Educación Técnico-Militar y de Seguridad
- Instituto de Educación Física, Servicios Sociales y Turismo
- Facultad de Metalurgia
- Facultad de Ingeniería Mecánica
- Instituto de Radio, Electrónica y Tecnologías de la Información - RTF
- Facultad de Ingeniería Civil
- Facultad de Energía
- Facultad de Ciencias de Materiales de Construcción
- Facultad de Humanidades
- Facultad de Educación a Distancia
- Facultad de Tecnología de la Información de modelado matemático y económico
- Escuela Superior de Tecnología de Educación continua
- Facultad de aprendizaje acelerado
- Facultad de Ciencias Económicas y Empresariales
- Escuela Físico-Técnica
- Facultad de Tecnología Química
- Facultad de Ingeniería Eléctrica

## Institutos
- Instituto de Transporte por Carretera
- Instituto de Tecnología de Información de la Educación
- Instituto de Educación Técnico-Militar y de Seguridad
- Instituto de Innovación y Marketing
- Instituto de Educación Física, Servicios Sociales y Turismo
- Instituto de Tecnología Nizhny Tagil (una subsidiaria de USTU)
- Instituto de la Construcción
- Instituto para la Formación continua, Educación y formación (IDOPP)
- Instituto de Informática, Electrónica y Comunicación
- Instituto Politécnico de los Urales-Kamensk (rama USTU)